# Ліссах
Ліссах (нім. Lyssach) — громада  в Швейцарії в кантоні Берн, адміністративний округ Емменталь.

## Географія
Громада розташована на відстані близько 17 км на північний схід від Берна.
Ліссах має площу 6,1 км², з яких на 14,7% дозволяється будівництво (житлове та будівництво доріг), 52,8% використовуються в сільськогосподарських цілях, 31,5% зайнято лісами, 1% не є продуктивними (річки, льодовики або гори).

## Демографія
2019 року в громаді мешкало 1437 осіб (-0,8% порівняно з 2010 роком), іноземців було 9,4%. Густота населення становила 238 осіб/км².
За віковим діапазоном населення розподілялося таким чином: 18,6% — особи молодші 20 років, 60,4% — особи у віці 20—64 років, 20,9% — особи у віці 65 років та старші. Було 654 помешкань (у середньому 2,2 особи в помешканні).
Із загальної кількості 1487 працюючих 34 було зайнятих в первинному секторі, 184 — в обробній промисловості, 1269 — в галузі послуг.